# Lanca ognista

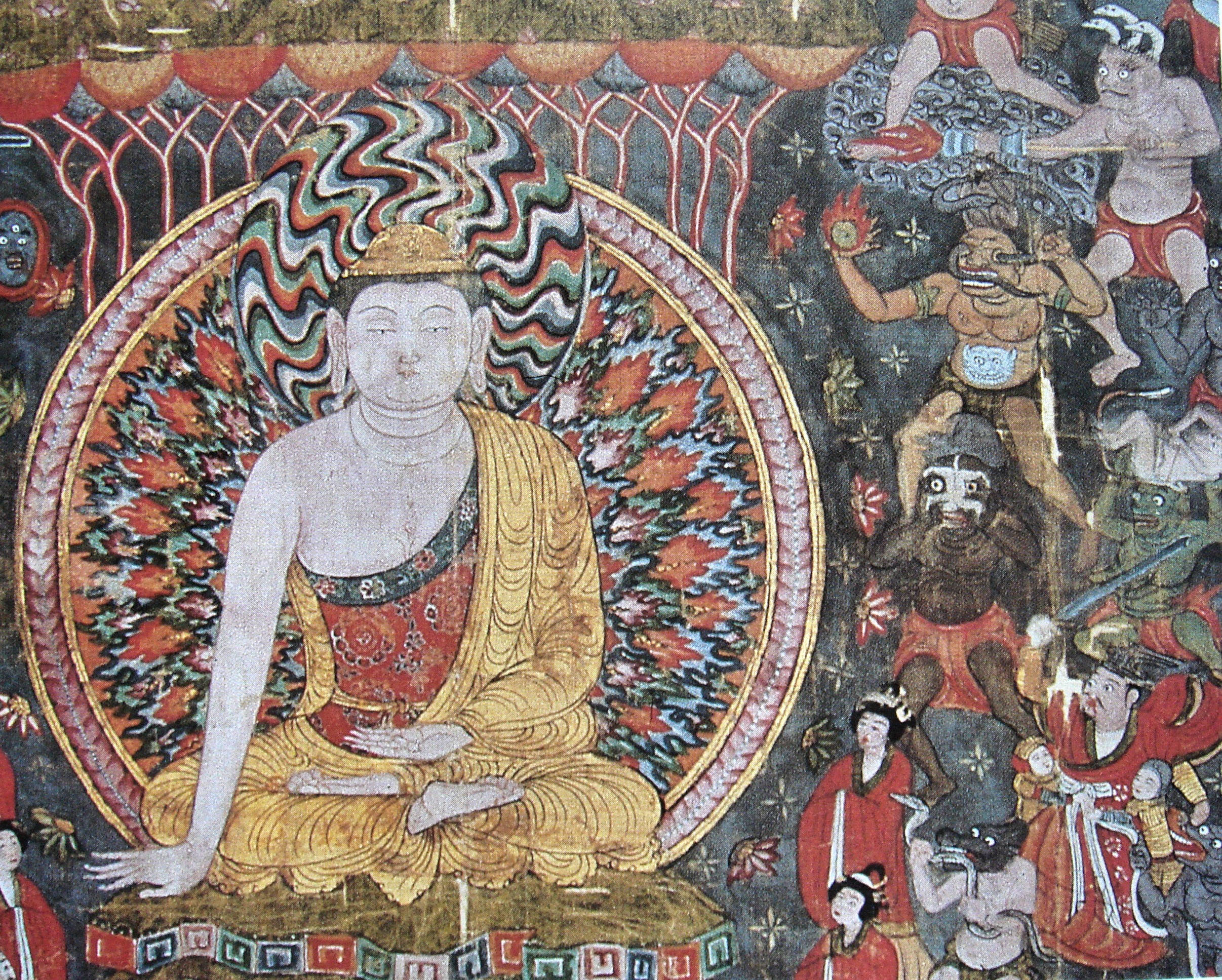
Najstarsze znane wyobrażenie lancy ognistej i granatu (w prawym górnym rogu); malowidło z Dunhuangu, X wiek.

Lanca ognista (chiń. upr. 火枪; chiń. trad. 火槍; pinyin huǒ qiāng) – pierwsza na świecie broń prochowa, poprzednik broni palnej.

## Konstrukcja
Lanca ognista miała postać rury bambusowej, wypełnionej prochem i siekańcami, przymocowanej do włóczni. Po podpaleniu działała jak rodzaj ręcznego miotacza ognia, wyrzucając strumień ognia na odległość ok. 2 m. Oprócz płomienia, czynnikiem rażącym były też rozpalone pociski (kawałki metalu, ceramiki, czasem zatrute strzałki) wylatujące z lancy, które mogły lecieć na kilka-kilkanaście metrów. Ze względu na niski koszt i łatwość wykonania były używane od czasów dynastii Song aż po czasy mingowskie, a nawet w XX wieku.
Nie była to jednak typowa broń palna, ponieważ średnica pocisków była o wiele mniejsza od kalibru broni, co nie pozwalało na właściwe uszczelnienie lufy i zwiększenie ciśnienia do poziomu niezbędnego do wyrzucenia pocisku z wielką prędkością (co za tym idzie, na dużą odległość i z wielką siłą). Zwiększenie ciśnienia uniemożliwiała też zbyt mała wytrzymałość bambusowej tuby lancy oraz zbyt niska jakość wczesnego prochu.
Z czasem zastąpiono bambusową rurę lufą metalową o stałym przekroju, zwiększając też kaliber pocisku. Te protodziała (zwane przez J. Needhama eruptorami) były już zdolne do wyrzucenia pocisków nawet na kilkaset metrów (przynajmniej według ówczesnych opisów). Użycie lufy metalowej i prochu o większej zawartości saletry (70–80%) doprowadziło ostatecznie do stworzenia broni palnej, której głównym czynnikiem rażącym jest pocisk, a nie płomień wylotowy; najstarsze jej znane przykłady są datowane na XIII wiek.

## Wykorzystanie
Zasięg nieznacznie większy od zwykłej włóczni i konieczność przygotowania broni sprawiały, że skuteczna była głównie w obronie, zwłaszcza fortyfikacji – gdy jej ogień można było skierować przeciwko atakującym w konkretnym, z góry wiadomym miejscu – np. wspinającym się na przystawioną do murów drabinę oblężniczą. Baterie lanc, umieszczone na wózku, można było wykorzystać dla obrony np. wyłomu w murze, czy bramy.
Lance ogniste wykorzystywano m.in. w wojnach dynastii Song przeciw północnym państwom Liao i Jin, a następnie przez Jin przeciwko Mongołom Czyngis-chana. W Europie lance pojawiają się w XIV w., podobnie jak działa, a forma obydwu jest na tyle zbliżona do chińskiej, że sugeruje to bezpośrednie zapożyczenie.

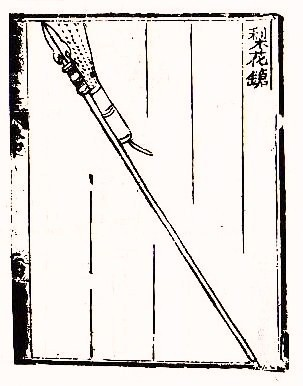
Wyobrażenie lancy ognistej w księdze Huolongjing (XIV w.)
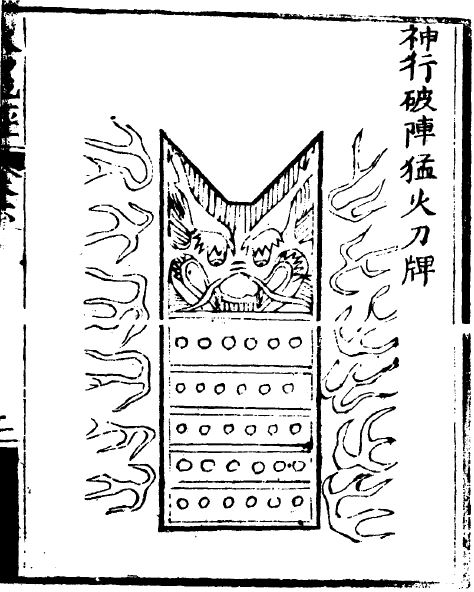
Tarcza wyposażona w baterię lanc ognistych
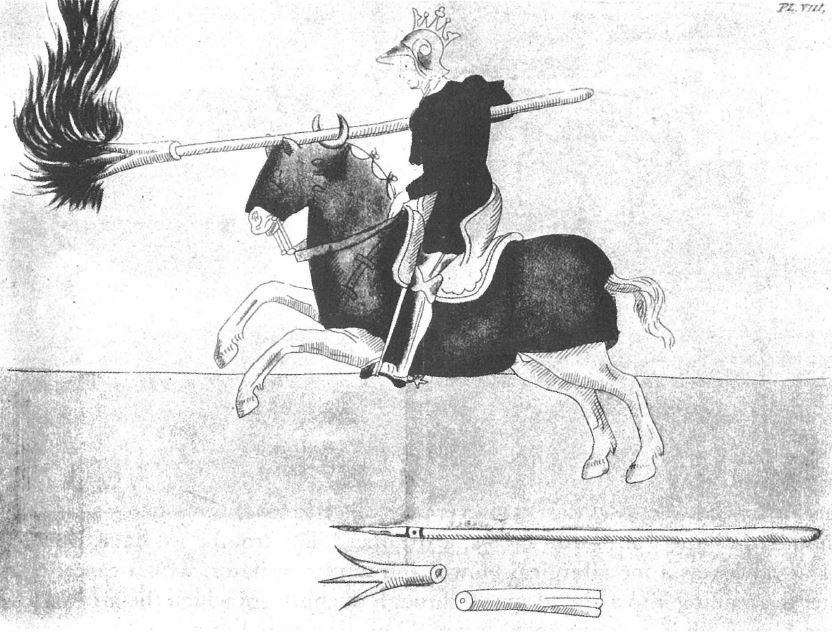
Europejski rycerz z końca XIV w. z lancą ognistą
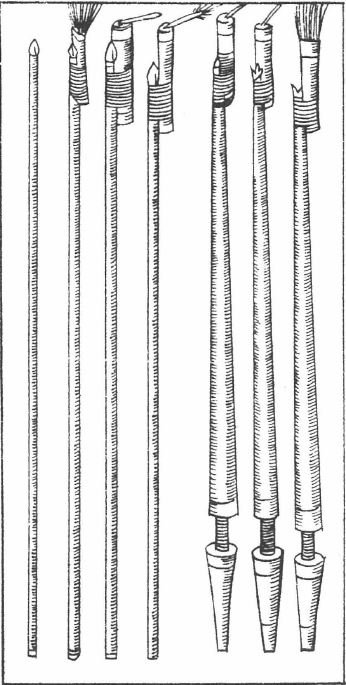
Lance ogniste na XVI w. ilustracji z De la pirotechnia autorstwa Vannoccio Biringuccio